# Руна (река, впадает в Верхневолжское водохранилище)
Ру́на — река в Тверской области России.
Протекает в восточном направлении по территории Пеновского и Осташковского районов. Вытекает из озера Истошня, верхнее и среднее течение — в заболоченной местности. Впадает в Верхневолжское водохранилище на реке Волге в 3506 км от её устья по правому берегу. Длина реки составляет 28 км, площадь водосборного бассейна — 345 км². Вдоль течения реки расположены населённые пункты Чайкинского сельского поселения — деревни Битуха, Зароево и Руно.

## Данные водного реестра
По данным государственного водного реестра России относится к Верхневолжскому бассейновому округу, водохозяйственный участок реки — Волга от истока до Верхневолжского бейшлота, речной подбассейн реки — бассейны притоков (Верхней) Волги до Рыбинского водохранилища. Речной бассейн реки — (Верхняя) Волга до Куйбышевского водохранилища (без бассейна Оки).
Код объекта в государственном водном реестре — 08010100112110000000024.

### Притоки
(указано расстояние от устья)
- 14,4 км: река Меглинка (лв)
- 14,6 км: река Заборовка (пр)